# آلبینو بیندا
آلبینو بیندا (ایتالیایی: Albino Binda; ۹ آوریل ۱۹۰۴ – ۳۰ مارس ۱۹۷۶) دوچرخه‌سوار اهل ایتالیا بود.